# Prvok, Šampón, Tečka a Karel
Prvok, Šampón, Tečka a Karel je česká autorská filmová komedie, dle své stejnojmenné knižní předlohy natočená režisérem Patrikem Hartlem. Příběh o čtveřici kamarádů, přemítající o svých životních rozhodnutích, Hartl zpočátku plánoval jako filmový scénář, nakonec jej však v roce 2012 vydal jako knihu; ta později zaznamenala jistý úspěch a dočkala se dotisků.

## Příběh
Film pojednává o čtyřech kamarádech, kteří si 20 let po maturitě přiznávají, že jejich život se nevyvíjí úplně tak, jak si představovali. Rozhodnou se tedy něco s tím udělat. Patrik Hartl během natáčení představil novinářům svůj film těmito slovy: „Film bude o kamarádství. A taky o tom, jak těžké je někdy nepodvádět. Nejenom třeba svou ženu nebo nejbližšího přítele, ale i sám sebe“.
Hlavní hrdinové, Prvok, Šampon, Tečka a Karel, pětačtyřicátníci a bývalí spolužáci ze střední školy, se potýkají s krizí středního věku a řeší více či méně vážné závažné problémy ve svém životě.
Prvok je sice v osobním životě úspěšný a s manželkou očekávají příchod na svět již čtvrtého potomka, v pracovním životě se mu ale nedaří a potýká se s finančními problémy. Šampón je známý a oblíbený režisér nekonečných seriálů a reklam, má velký úspěch u žen, nicméně s žádnou nevydrží v dlouhodobém vztahu. Tečka se právě vrátil z vojenské mise v Afghánistánu a začíná učit na vojenské škole. Bydlí v bytě se svou matkou, která ho neustále nutí najít si ženu, což se mu kvůli jeho neohrabanosti nedaří. Karel je milionář, který vede úspěšnou IT firmu, jeho manželka je ovšem nešťastná z toho, že se téměř nevídají, nedaří se jim mít dítě a neví, jestli ji má stále rád.
Všichni kamarádi se setkávají na třídním srazu a přicházejí s nápadem, jak se neblahé situaci vzepřít: vsadí se. Podstatou sázky je to, že se některý z nich v nepříjemné situaci svlékne na veřejnosti do naha, natočí se na mobil a pošle nahrávku dalšímu, který na něj musí ihned navázat. Tato výzva ovšem odstartuje ještě další a mnohem vážnější události.
Titulní role ztvárnili Martin Pechlát, David Švehlík, Hynek Čermák a Martin Hofmann. Natáčení probíhalo od konce října do prosince 2019, točilo se převážně v Praze a v Plzni.

## Obsazení

### Hlavní role
| Martin Pechlát   | Prvok                          |
| David Švehlík    | Šampón                         |
| Hynek Čermák     | Tečka                          |
| Martin Hofmann   | Karel                          |
| Zuzana Norisová  | Lubica, Prvokova manželka      |
| Daniela Kolářová | Tečkova maminka                |
| Jana Kolesárová  | Klára, Karlova manželka        |
| Kristýna Boková  | Saša, Šampónova bývalá milenka |
| Barbora Poláková | Šampónova asistentka           |
| Petra Polnišová  | zdravotní sestra Jarmila       |
| Martina Hekerová | Vitamínová slečna              |
| Hana Vagnerová   | produkční Karolína             |
| Martin Sitta     | Tečkův kolega                  |
| Eva Josefíková   | sekretářka v Karlově firmě     |
| Tomáš Maštalír   | Max, Karlův kolega             |
| Ľuboš Kostelný   | Gába, Prvokův kamarád          |

### Vedlejší role
| Jan Meduna             | kytarista v kapele       |
| Richard Fiala          | člen kapely              |
| Jan Holík              | člen kapely              |
| Lucie Černá            | studentka Horová         |
| Petra Hřebíčková       | ředitelka mateřské školy |
| Soňa Norisová          | uroložka                 |
| Monika Absolonová      | Novotná                  |
| Tereza Bebarová        | Blehová                  |
| Marika Procházková     | Benešová                 |
| Sabina Remundová       | porodní lékařka          |
| Monika Zoubková        | recepční                 |
| Jan Hofman             | ajťák                    |
| Václav Jílek           | ajťák                    |
| Martin Finger          | šéf cestovky             |
| Berenika Kohoutová     | těhotná v sitcomu        |
| Jakub Kohák            | manžel v sitcomu         |
| Taťjana Medvecká       | herečka v sitcomu        |
| Jiří Langmajer         | klient                   |
| Pavla Tomicová         | sousedka Hrdličková      |
| Jitka Schneiderová     | prodavačka               |
| Patricie Pagáčová      | prodavačka               |
| Klára Apolenářová      | zástupkyně agentury      |
| Jaromír Dulava         | Mach                     |
| Daniela Drtinová       | novinářka                |
| Kristýna Leichtová     | zdravotní sestra         |
| Kryštof Hádek          | gay                      |
| Jiří Mádl              | gay                      |
| Štěpán Benoni          | barman                   |
| Nikola Čechová         | maskérka                 |
| Tereza Blažková        | maskérka                 |
| Zuzana Žáková          | mrkev                    |
| Andrea Vykysalá        | rajče                    |
| Terezie Vraspírová     | studentka                |
| Barbora Goldmannová    | studentka                |
| Kristína Martanovičová | studentka                |
| Tadeáš Hubálek         | student                  |
| Tony Mašek             | student                  |
| Libor Matouš           | student                  |
| Antonín Procházka      | student                  |
| Alexis Crystal         | striptérka               |

## Premiéra
Premiéra filmu v kinech byla původně naplánována na 24. prosince 2020, v prosinci 2020 bylo nicméně oznámeno, že kvůli opatřením vlády proti šíření koronaviru se premiéra posune na rok 2021. Dne 17. prosince 2020 byla vydána píseň k filmu, s názvem „Dobrá zpráva“, kterou napsal Roman Holý a nazpívali Dan Bárta, Matěj Ruppert, Vojtěch Dyk a Vladimir 518. Po několika odloženích (kvůli pandemii covidu-19) se premiéra konala 29. července 2021; předtím, dne 15. července, film představili novinářům.
Necelý měsíc po premiéře filmu v kinech bylo oznámeno, že v Česku film navštívilo přes 400 000 diváků. Dne 25. srpna 2021 měl snímek premiéru na Slovensku. V polovině září 2021 bylo oznámeno, že film během necelých sedmi týdnů od premiéry vidělo v českých kinech více než půl milionu platících diváků.

## Kritika
- Mirka Spáčilová, Mladá fronta DNES  60 %[16]
- Stanislav Dvořák, Novinky.cz  75 %[17]
- Jan Varga, FilmSpot  50 %[18]
- Kristina Roháčková, Český rozhlas  40 %[19]
- Martin Mažári, Totalfilm 72 %[20]
- Eva Müllerová, Červený koberec  60 %[21]
- Dominika Kubištová, Informuji.cz  35 %[22]
- Mojmír Sedláček, MovieZone  50 %[23]
- Juraj Čurný, O Kultúre  75 %[24]